# Chants et contes de Noël
Chants et contes de Noël è il sesto album e il secondo album natalizio della cantante canadese Céline Dion, pubblicato in Canada il 3 dicembre 1983.

## Informazioni
Rilasciato solo tre mesi dopo Les chemins de ma maison, Chants et contec de Noël è soprattutto un album dedicato ai bambini e alla magia delle vacanze natalizie. La copertina dell'album mostra Céline circondata dai suoi nipotini. Nell'album, Céline legge tre storie per bambini e canta tre classici brani natalizi, Promenade en traîneau, Joyeux Noël e Glory Alleluia. Due cover sono inserite all'interno dell'album: Un enfant di Jacques Brel, che Céline interpreterà spesso durante le sue esibizioni. Questa canzone sarà utilizzata come singolo promozionale. Altra cover è À quatre pas d'ici, una versione francese del successo britannico The Land of Make Believe della band Bucks Fizz., inserita all'interno di Du soleil au cœur.

## Tracce

### Chants et contes de Noël

#### Lato A
1. Un enfant (Cover) – 2:57 (Jacques Brel, Gérard Jouannest) – (brano di Jacques Brel, da Un enfant)
2. Promenade en traîneau (Cover) – 2:53 (Leroy Anderson, Mitchell Parish)
3. Pourquoi je crois encore au Père Noël (Inedito) – 5:44 (Yvan Ducharme, Alain Noreau)
4. Joyeux Noël (Cover) – 2:38 (Mel Tormé, Robert Wells)
5. Céline et Pinotte (Inedito) – 6:14 (Ducharme, Noreau)

#### Lato B
1. À quatre pas d'ici (Cover) – 3:58 (Marnay, Peter Sinfield, Andy Hill)
2. Le conte de Karine (Inedito) – 10:18 (Ducharme, Noreau)
3. Glory Alleluia (Cover) – 3:35 (André Pascal)